# Marquesado de San Nicolás
El marquesado de San Nicolás es un título nobiliario español creado por el rey Carlos III, el 26 de diciembre de 1761, a favor de Nicolás de Francia y Pascual, Castro y Matute, tesorero general y ministro de capa y espada del Consejo de Hacienda; caballero de la Orden de Santiago. 
El primer marqués nació en Briones, La Rioja (España) (bautizado el 12 de diciembre de 1696) y falleció en Madrid el 15 de marzo de 1766. Sus padres fueron Esteban Francia y Juana Pascual. Destacó por su labor en el Consejo de Hacienda del rey Carlos III.
El título es conocido en Logroño, donde da nombre a una calle principal (calle Marqués de San Nicolás) del centro de la ciudad. La denominación de dicha calle se debe a la memoria, y en homenaje, del cuarto marqués de San Nicolás, Diego de Francia y Allende-Salazar (1824-1903), quien fue alcalde de Logroño en tres ocasiones: 1865-68, 1875-81 y 1891-95.
El actual titular, desde 2001, es José María Herreros de Tejada Perales, X marqués de San Nicolás.

## Desambiguación
El 8 de julio de 1872, el rey Amadeo I de Saboya creó otro título con idéntica de denominación, "marquesado de San Nicolás", otorgado a Nicolás de Urtiaga y de las Rivas, diputado a Cortes. El 17 de noviembre de 1920, se modificó la denominación de dicho título, cambiándose a la actual de marquesado de San Nicolás de Noras, cuyo titular actual, desde 1973, es José Riera y Larraya.

## Armas
«Escudo cuartelado. 1º, en campo de gules, tres bastones de oro; 2º, en campo de plata, un árbol, de sinople, y atravesado al tronco un grifo, de gules; 3º, en campo de azur, un torre, de plata; 4º, en campo de oro, una flor de lis, de azur.»

## Marqueses de San Nicolás
|                                      | Titular                                       | Periodo                              |
| Creado en 1761 por el rey Carlos III | Creado en 1761 por el rey Carlos III          | Creado en 1761 por el rey Carlos III |
| ------------------------------------ | --------------------------------------------- | ------------------------------------ |
| I                                    | Nicolás de Francia y Pascual, Castro y Matute | 1761-1766                            |
| II                                   | Esteban de Francia y Baños                    | 1766-1771                            |
| III                                  | Joaquín de Francia y de Solá                  | 1771-1828                            |
| IV                                   | Diego de Francia y Allende-Salazar            | 1828-1903                            |
| V                                    | Ricardo de Francia y González de Castejón     | 1903-1920                            |
| VI                                   | Joaquina de Francia y González de Castejón    | 1920-1942                            |
| VII                                  | Joaquín Herreros de Tejada y de Francia       | 1944-1945                            |
| VIII                                 | Joaquín Herreros de Tejada Ballell            | 1952-1986                            |
| IX                                   | José María Herreros de Tejada Ballell         | 1986-2001                            |
| X                                    | José María Herreros de Tejada Perales         | 2001-actual titular                  |

## Historia de los marqueses de San Nicolás
- Nicolás de Francia y Pascual, Castro y Matute, (1696-1766) I marqués de San Nicolás.

1. Casó con Juana de Recalde (o Ricalde).

Sin descendientes. Le sucedió su sobrino (hijo de su hermano Esteban de Francia y Pascual):
- Esteban de Francia y Baños (nacido en Briones ?, fallecido antes de 1771), II marqués de San Nicolás, corregidor de las villas de Briones y Gimileo.

1. Casó con María Francisca de Solá y Burutain, heredera de los mayorazgos de Solá y Burutain.

Le sucedió su hijo:
- Joaquín de Francia y de Solá (Briones, 1764 - Tudela, 1828), III marqués de San Nicolás.

1. Casó con Gertrudis de Arvina Hernández.
2. Casó en segundas nupcias con Andrea Allende-Salazar.

Sin descendencia de su primer matrimonio.
Del segundo matrimonio nacieron dos hijos: Esteban María (nacido primogénito y fallecido prematuramente) y Diego (que sigue).
Le sucedió, de su segunda esposa, su hijo:
- Diego de Francia y Allende-Salazar (Logroño, 24 de marzo de 1824-Logroño, 27 de julio de 1903), IV marqués de San Nicolás y vizconde de Vigorta. Alcalde de Briones y posteriormente de Logroño en tres ocasiones: 1865-68, 1875-81 y 1891-95. Nombrado caballero Gran Cruz de la Real y Americana Orden de Isabel la Católica y Encomienda de Carlos III.[9]

1. Casó con Estanislada González de Castejón y Gómez de la Serna, hija del marqués de Fuerte Gollano.

Tuvieron cuatro hijos: Ricardo (que sigue); Fermín (n.1861), Joaquina (n.1867) y María (n.1868).
Le sucedió su hijo primogénito:
- Ricardo de Francia y González de Castejón (1860-1922), V marqués de San Nicolás.

Soltero, sin descendencia.
Le sucedió su hermana:
- Joaquina de Francia y González de Castejón, VI marquesa de San Nicolás.

1. José Herreros de Tejada y Castillejo.

Le sucedió su hijo:
- Joaquín Herreros de Tejada y de Francia, VII marqués de San Nicolás.

1. Casó con Antonia Ballell Juanals.

Le sucedió su hijo:
- Joaquín Herreros de Tejada Ballell, VIII marqués de San Nicolás.

1. Casó con María Rita Fernández Figueroa.

Le sucedió su hermano:
- José María Herreros de Tejada Ballell, IX marqués de San Nicolás.

1. Casó con María del Carmen Perales de Sande.

Le sucedió su hijo:
- José María Herreros de Tejada Perales, X marqués de San Nicolás.

1. Casó con María Victoria Saavedra Martín.

Actual titular.

## Archivo
El fondo documental del marquesado de San Nicolás fue adquirido en 1983 por el Ayuntamiento de Logroño, y depositado actualmente en el archivo municipal de la ciudad.